# Aldehuela (Madrid)
Aldehuela es un lugar del municipio español de El Vellón, perteneciente a la provincia de Madrid.

## Historia
Hacia mediados del siglo XIX, el lugar era referido como una alquería ya por entonces perteneciente a El Vellón. Aparece descrito en el primer volumen del Diccionario geográfico-estadístico-histórico de España y sus posesiones de Ultramar de Pascual Madoz con las siguientes palabras:

ALDEHUELA: alq. de la prov. de Maddrid, part. jud. de Buitrago, térm. del l. del Vellón: sit. al estremo meridional del part., 1/2 leg. de su matriz, á 3/4 de Torrelaguna, y una de la carretera general de Búrgos: consiste en un cot. cerrado de 850 fan. de tierra de labor, pasto, viñas y olivares: en su centro tiene una casa propia solamente para vivir el colono, y tener cuanto pertenecee á una gran labranza; las tierras sit. al E. son de 1.ª calidad, las demas de 2.ª y 3.ª: el terreno es muy desigual, mantiene los ganados necesarios para el beneficio de las labores, y es pobre de aguas: su riq. y contr. están comprendidas en el Vellón.
(Madoz, 1845, p. 512)